# Фролов, Николай Иванович
Никола́й Ива́нович Фроло́в (род. 7 декабря 1956, Ковылкино, Мордовская АССР) — советский легкоатлет, специалист по спортивной ходьбе. Выступал на всесоюзном уровне в 1980-х годах, серебряный призёр чемпионата СССР, победитель первенств всесоюзного и всероссийского значения, участник международных стартов в составе советской сборной. Представлял Саранск, спортивное общество «Урожай» и Профсоюзы. Мастер спорта СССР международного класса. Тренер по лёгкой атлетике.

## Биография
Николай Фролов родился 7 декабря 1956 года в городе Ковылкино Мордовской АССР в семье рабочих. Занимался лёгкой атлетикой в Саранске, выступал за добровольное спортивное общество «Урожай» и позднее физкультурно-спортивное общество профсоюзов.
С 1973 года — инструктор-спортсмен сборной команды Мордовии по лёгкой атлетике. В 1979 году выполнил норматив мастера спорта СССР.
Впервые заявил о себе на всесоюзном уровне в сезоне 1983 года, когда на соревнованиях в Черкассах с результатом 3:54:11 занял в ходьбе на 50 км четвёртое место. По итогам сезона удостоен почётного звания «Мастер спорта СССР международного класса».
В 1985 году победил на Кубке СССР в Могилёве, тогда как на чемпионате СССР в Ленинграде финишировал седьмым, установив свой личный рекорд на 50-километровой дистанции.
В 1986 году в составе советской сборной в той же дисциплине с результатом 3:48:00 одержал победу на международном старте в чехословацких Подебрадах.
В 1987 году на чемпионате СССР по спортивной ходьбе в Чебоксарах показал время 3:54:22 и завоевал серебряную награду, уступив лишь местному чебоксарскому ходоку Вениамину Николаеву. Также отметился победой на международном старте в норвежском Бергене.
В мае 1988 года финишировал четвёртым на всесоюзных соревнованиях в Вильнюсе, показав 19-й результат мирового сезона — 3:48:39.
Участвовал в соревнованиях по спортивной ходьбе на сверхдлинные дистанции в Европе: 100, 200, 300 км.
После завершения спортивной карьеры в 1992 году работал тренером-преподавателем в Детско-юношеской спортивной школе в Ковылкино.